# Wüstenbach (Murr)
Der Wüstenbach ist ein etwa 13 km langer Bach im Rems-Murr-Kreis in Baden-Württemberg, der wenig oberhalb von Burgstetten von rechts in die untere Murr mündet. Sein rechter Hauptstrang-Oberlauf heißt Rohrbach, auf ihn entfällt etwa die Hälfte dieser Länge.

## Geographie
Der Wüstenbach entspringt unter dem Namen Rohrbach in einem Waldgebiet im nordöstlichen Gemeindegebiet von Aspach, etwa 600 m südlich der Amalienhöhe, auf etwa 470 m ü. NHN in der sogenannten Rohrklinge. Er fließt zunächst nach Westen und nimmt dabei einige andere Quelläste auf. Dann dreht er nach Südwesten und tritt aus dem Wald in die Feldflur, fließt rechts am Weiler Steinhausen vorbei und nimmt danach von rechts den Mauswiesenbach auf. Er speist einige Fischteiche, passiert den an seinem rechten Ufer gelegenen Weiler Einöd, wonach ihm wenig unterhalb von rechts der Gräbenbach zufließt und er sich nach Südosten kehrt. Er zieht am Dorf Kleinaspach zu seiner Rechten vorbei, wobei aus diesem kommend der Krummenbach in ihn mündet und erreicht dann den westlichen Rand des Weilers Röhrach, wo ihm von rechts der Grasmultenbach zufließt.
Nach diesem eher kleinen Zufluss trägt er den Namen Wüstenbach und fließt bis zur Mündung nun fortlaufend ungefähr in Richtung Süden. Er läuft nun östlich an den Weilern Karlshof und Wüstenbachhof vorbei, zwischen ihnen mündet von Westen der Diebsbrunnenbach, danach westlich am Fürstenhof und tritt dann auf die Gemarkung von Kirchberg an der Murr über. Hier passiert er eng an seiner Linken einen Muschelkalksteinbruch, lässt Zwingelhausen rechts liegen und erreicht nun in schon ziemlich eingetieften Tal erneut ein Waldgebiet, wo die Gemarkungsgrenze der Stadt Backnang an sein linkes Ufer rückt und es manchmal sogar kurz überschreitet. Hier säumen in halber Talhöhe Steilhänge den Flusslauf, weiter oben auf der Hügelhöhe finden sich nicht selten Dolinen. Der Bach tritt nun noch kurz auf Burgstettener Gebiet über und mündet dann nach 13,1 km Laufs, etwa einen Kilometer nordöstlich der ersten Talhäuser von Burgstetten, auf etwa 221 m ü. NHN von rechts in die untere Murr.

## Zuflüsse
Hierarchische Liste von Zuflüssen, jeweils vom Ursprung zur Mündung. Auswahl.
- Rohrbach (rechter Hauptstrang-Oberlauf) 6,3 km 
  - Erdfallklingenbach (rechts), 0,7 km
  - Wolfsklingenbach (links), 0,6 km
  - Mauswiesenbach (rechts), 1,5 km und 1,4 km²
  - Bauernhölzlebach (rechts), 0,5 km
  - Gräbenbach (rechts), 1,3 km und 1,1 km²
  - Krummenbach (rechts), 2,0 km und 2,1 km²
  - Kammerfeldgraben (rechts), 1,5 km
- Grasmultenbach (linker Nebenstrang-Oberlauf), 1,3 km
- Diebsbrunnenbach (rechts), 2,0 km und 1,1 km²

## Einzelbelege
1. 1 2 3 4  Daten- und Kartendienst der Landesanstalt für Umwelt Baden-Württemberg (LUBW) (Hinweise)